# Список президентов Российской академии наук
Запрос Президент Российской академии наук перенаправляется сюда. На эту тему нужна отдельная статья.
Список президентов Российской академии наук и её предшественниц с 1724 года по настоящее время. До 1918 года даты указаны по старому стилю.

## Петербургская академия наук (1724—1917)
Петербургская академия наук была основана по распоряжению Петра I Указом правительствующего Сената от 28 января [8 февраля] 1724 года. Президенты Академии не избирались, а назначались правящим монархом. Примечательно, что пятый президент Кирилл Разумовский с 1756 года академией не управлял, продолжая числиться её президентом номинально из-за отказа Екатерины II снимать его с поста. Вместо него назначались директора, де-факто осуществлявшие руководство: Владимир Орлов, Сергей Домашнев, Екатерина Дашкова и Павел Бакунин.
| №  | Портрет | Президент                                    | Начало срока                 | Конец срока                  | Продолжительность президентства |
| -- | ------- | -------------------------------------------- | ---------------------------- | ---------------------------- | ------------------------------- |
| 1  |         | Лаврентий Лаврентьевич Блюментрост           | 7 декабря [18 декабря] 1725  | 6 июля [17 июля] 1733        | 7 лет, 7 месяцев                |
| 2  |         | Герман Карл фон Кейзерлинг                   | 9 августа [20 августа] 1733  | 23 сентября [4 октября] 1734 | 1 год, 1 месяц                  |
| 3  |         | Иоганн-Альбрехт фон Корф                     | 23 сентября [4 октября] 1734 | 27 марта [7 апреля] 1740     | 5 лет, 6 месяцев                |
| 4  |         | Карл фон Бреверн                             | 24 апреля [5 мая] 1740       | 15 апреля [26 апреля] 1741   | 1 год                           |
| 5  |         | Кирилл Григорьевич Разумовский               | 21 мая [1 июня] 1746         | 15 апреля [26 апреля] 1798   | 51 год, 11 месяцев              |
| 6  |         | Андрей Львович (Генрих Людвиг) фон Николаи   | 15 апреля [26 апреля] 1798   | 6 февраля [18 февраля] 1803  | 4 года, 10 месяцев              |
| 7  |         | Николай Николаевич Новосильцев (Новосильцов) | 14 февраля [26 февраля] 1803 | 3 апреля [15 апреля] 1810    | 7 лет, 2 месяца                 |
| 8  |         | Сергей Семёнович Уваров                      | 12 января [26 февраля] 1818  | 4 сентября [15 апреля] 1855  | 37 лет, 8 месяцев               |
| 9  |         | Дмитрий Николаевич Блудов                    | 26 ноябрь [8 декабря] 1855   | 19 февраля [21 февраля] 1864 | 8 лет, 2 месяца                 |
| 10 |         | Фёдор Петрович Литке                         | 23 февраля [6 марта] 1864    | 25 апреля [7 мая] 1882       | 18 лет, 2 месяца                |
| 11 |         | Дмитрий Андреевич Толстой                    | 25 апреля [7 мая] 1882       | 25 апреля [7 мая] 1889       | 7 лет                           |
| 12 |         | Великий князь Константин Константинович      | 3 мая [15 мая] 1889          | 2 июня [15 июня] 1915        | 26 лет                          |

## Российская академия наук (1917—1925)
Первым выборным президентом академии стал академик Александр Петрович Карпинский.
| № | Фотография | Президент                     | Начало срока         | Конец срока  | Продолжительность президентства |
| - | ---------- | ----------------------------- | -------------------- | ------------ | ------------------------------- |
| 1 |            | Александр Петрович Карпинский | 15 мая [28 мая] 1917 | 27 июля 1925 | 8 лет, 2 месяца                 |

## Академия наук СССР (1925—1991)
| № | Фотография | Президент                      | Начало срока    | Конец срока     | Продолжительность президентства |
| - | ---------- | ------------------------------ | --------------- | --------------- | ------------------------------- |
| 1 |            | Александр Петрович Карпинский  | 27 июля 1925    | 15 июля 1936    | 11 лет (19 лет, 2 месяца)       |
| 2 |            | Владимир Леонтьевич Комаров    | 29 декабря 1936 | 17 июля 1945    | 8 лет, 7 месяцев                |
| 3 |            | Сергей Иванович Вавилов        | 17 июля 1945    | 21 января 1951  | 5 лет, 6 месяцев                |
| 4 |            | Александр Николаевич Несмеянов | 16 февраля 1951 | 19 мая 1961     | 10 лет, 3 месяца                |
| 5 |            | Мстислав Всеволодович Келдыш   | 19 мая 1961     | 19 мая 1975     | 14 лет                          |
| 6 |            | Анатолий Петрович Александров  | 25 ноября 1975  | 16 октября 1986 | 10 лет, 11 месяцев              |
| 7 |            | Гурий Иванович Марчук          | 16 октября 1986 | 17 декабря 1991 | 5 лет, 2 месяца                 |

## Российская академия наук (с 1991)
| №    | Фотография | Президент                    | Начало срока     | Конец срока      | Продолжительность президентства |
| ---- | ---------- | ---------------------------- | ---------------- | ---------------- | ------------------------------- |
| 1    |            | Юрий Сергеевич Осипов        | 17 декабря 1991  | 29 мая 2013      | 21 год, 5 месяцев               |
| 2    |            | Владимир Евгеньевич Фортов   | 29 мая 2013      | 23 марта 2017    | 3 года, 10 месяцев              |
| врио |            | Валерий Васильевич Козлов    | 24 марта 2017    | 26 сентября 2017 | 27 недель                       |
| 3    |            | Александр Михайлович Сергеев | 26 сентября 2017 | 20 сентября 2022 | 5 лет                           |
| 4    |            | Геннадий Яковлевич Красников | 20 сентября 2022 | действующий      | —                               |

### Комментарии
1. ↑  С 1756 г. академией вместо Разумовского управляли директора: Владимир Орлов, Сергей Домашнев, Екатерина Дашкова и Павел Бакунин